# لارش-اریک خولد
لارش-اریک خولد (سوئدی: Lars-Erik Skiöld; ۱۹ مارس ۱۹۵۲ – ۲۱ مهٔ ۲۰۱۷) کشتی‌گیر اهل سوئد بود.